# Aardappelstroop

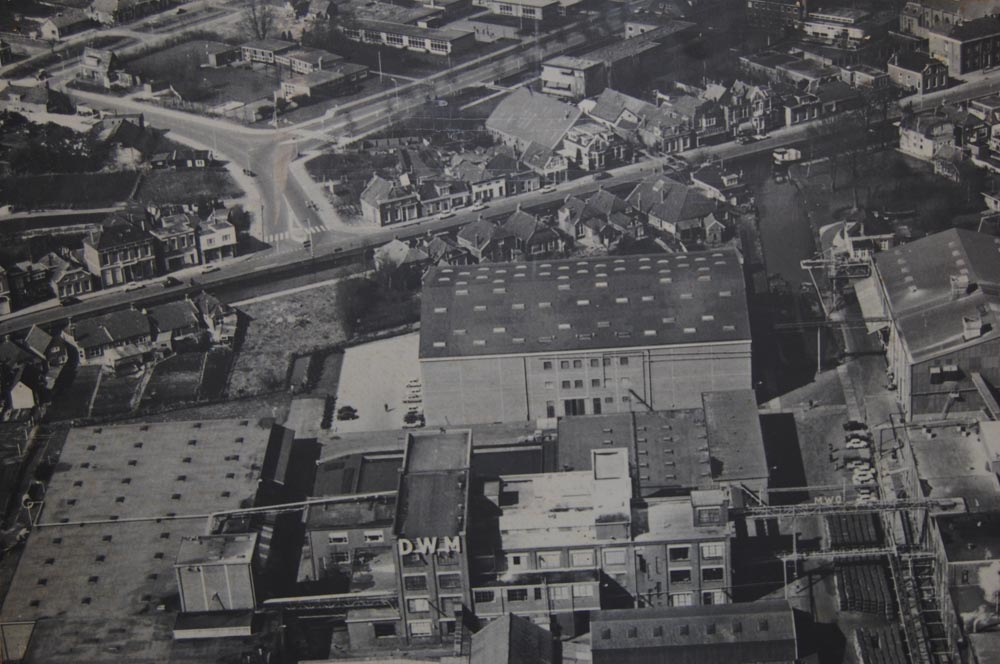
Aardappelstroopfabriek DWM Veendam in 1970

Aardappelstroop of ook wel aardappelsiroop genoemd, is glucosestroop gewonnen uit aardappelmeel. Aanvankelijk gebeurde dat door hydrolyse met zoutzuur als katalysator en later met behulp van het enzym amylase. De stroop bestaat uit ongeveer 40% glucose, 40% dextrine en 20% water.
Het wordt gebruikt als surrogaat voor suiker en suikerstroop bij het vervaardigen van bakkerswaren zoals stroopwafels.
Vanaf de eerste helft van de 19e eeuw tot 2003 werd er in Nederland aardappelstroop geproduceerd. 
Jacobus Johannes Hendrikus van Wetering startte in 1819 in Gouda een van de eerste aardappelstroopfabrieken.
In 2003 sloot AVEBE de laatste productielocatie, dat was DWM te Veendam.
Het converteren van zetmeel in stroop door het koken in verdund zuur is uitgevonden door de Duitse chemicus Gottlieb Kirchhoff in 1811. De beste resultaten behaalde hij met zwavelzuur. Het is de eerst beschreven katalytische reactie.